# Gare d'Andancette
La gare d'Andancette est une ancienne gare ferroviaire française de la ligne de Paris-Lyon à Marseille-Saint-Charles, située sur le territoire de la commune d'Andancette, sur la rive gauche du Rhône, dans le département de la Drôme, en région Auvergne-Rhône-Alpes.
Elle est ouverte en 1855 par la Compagnie du chemin de fer de Lyon à la Méditerranée (LM), avant de devenir une gare de la Compagnie des chemins de fer de Paris à Lyon et à la Méditerranée (PLM) en 1857.
En 2002, la gare est fermée au trafic voyageurs par la Société nationale des chemins de fer français (SNCF).

## Situation ferroviaire
Établie à 139 mètres d'altitude, la gare d'Andancette est située au point kilométrique (PK) 578,190 de la ligne de Paris-Lyon à Marseille-Saint-Charles, entre les gares ouvertes de Saint-Rambert-d'Albon et de Saint-Vallier-sur-Rhône.

## Histoire
Le passage du chemin de fer sur la commune est envisagé dans les projets de la grande liaison entre Paris et Marseille via Lyon. Après bien des échanges et projets, le curé de la commune indique que les travaux du chemin de fer ont lieu en 1853  et, dès 1854, on assiste à des circulations de trains de travaux.
La gare d'Andancette est mise en service le 16 avril 1855 par la Compagnie du chemin de fer de Lyon à la Méditerranée, lorsqu'elle ouvre à l'exploitation la section de Lyon (La Guillotière) à Valence, dernière lacune de sa ligne.
En 1857, elle devient une gare du réseau de la Compagnie des chemins de fer de Paris à Lyon et à la Méditerranée (PLM), créée par une fusion incluant notamment la compagnie primitive.
La gare est fermée en 2002.
Le 13 janvier 2010 lors d'un comité de ligne, André Roussellet, maire d'Andancette, s'inquiète de savoir si la gare pourrait être rouverte ainsi que d'autres gares ou haltes de la ligne. Bernard Soulage, membre du Conseil régional, répond que la réouverture des gares est du ressort de Réseau ferré de France (RFF). Il indique que la ligne est saturée et qu'il n'est pas possible actuellement d'envisager cette ouverture. Néanmoins, il souligne aux élus locaux qu'il faut préserver les infrastructures des gares fermées pour ne pas hypothéquer une possible réouverture.

## Service routier de substitution
La gare est fermée au trafic voyageurs. Un service de substitution est organisé sous la forme de transport à la demande en taxi TER permettant de rejoindre la gare ouverte la plus proche.